# Kenninghall
Kenninghall – wieś w Anglii, w hrabstwie Norfolk, w dystrykcie Breckland. Leży 30 km na południowy zachód od Norwich i 129 km na północny wschód od Londynu.
W 2001 miejscowość liczyła 878 mieszkańców.
W 1538 urodził się tu Thomas Howard, 4. książę Norfolk.